# Швецов Анатолій Іванович
Анатолій Іванович Швецов (21 червня 1906, Уфимський повіт Уфимської губернії, тепер Башкортостан, Російська Федерація — 12 січня 1969, місто Москва, Російська Федерація) — радянський діяч, голова Молотовського (Пермського) облвиконкому. Депутат Верховної ради СРСР 2-го скликання.

## Біографія
Народився в родині службовців. У 1925—1926 роках — телеграфіст на залізниці.
З червня до вересня 1926 року — діловод партійного комітету ВКП(б) Ашинського заводу.
У вересні 1926 — червні 1928 року — секретар Ашинської селищної ради.
Член ВКП(б) з 1928 року.
У червні 1928 — 1929 року — завідувач загального відділу партійного комітету ВКП(б) Ашинського металургійного заводу. У 1929—1930 роках — завідувач агітаційно-пропагандистського відділу партійного комітету ВКП(б) Ашинського металургійного заводу. У 1930 — лютому 1931 року — заступник завідувача комерційно-фінансового відділу Ашинського металургійного заводу.
У лютому — липні 1931 року — консультант Мін'ярського відділення Державного банку СРСР.
З липня до грудня 1931 року — слухач курсів керівних працівників Державного банку СРСР.
У лютому 1932 — червні 1934 року — керуючий Красноуральського міського відділення Державного банку СРСР Свердловської області.
У червні 1934 — листопаді 1938 року — керуючий Кізеловського міського відділення Державного банку СРСР Свердловської області.
У листопаді 1938 — січні 1940 року — голова виконавчого комітету Кізеловської міської ради Пермської області.
У січні 1940 — грудні 1941 року — заступник голови виконавчого комітету Пермської (Молотовської) обласної ради депутатів трудящих.
У грудні 1941 — серпні 1943 року — секретар Молотовського обласного комітету ВКП(б) з торгівлі та громадського харчування.
У серпні 1943 — жовтні 1944 року — заступник секретаря Молотовського обласного комітету ВКП(б) з торгівлі та громадського харчування — завідувач відділу з торгівлі та громадського харчування Молотовського обласного комітету ВКП(б).
У листопаді 1944 — січні 1948 року — голова виконавчого комітету Молотовської обласної ради депутатів трудящих.
Подальша доля невідома.
До 12 січня 1969 року — заступник Постійного представника Ради міністрів Литовської РСР при Раді міністрів СРСР у Москві.
Помер 12 січня 1969 року в Москві. Похований на Новодівочому цвинтарі.

## Нагороди
- ордени
- медалі